# ريان سالازار
ريان سالازار (بالإسبانية: Ryan Salazar)‏ (25 فبراير 1981 بليما في بيرو - ) هو مدرب كرة قدم ولاعب كرة قدم بيروفي في مركز الوسط. لعب مع أليانزا ليما وسبورت وانكايو وسيينسيانو واتحاد هوارال وAtlético Universidad ‏ وAtlético Minero ‏ وSport Coopsol Trujillo ‏ وCusco FC ‏ ونادي خوسيه جالفيز ‏ ولوكوموتيف تبيليسي ‏ وColegio Nacional Iquitos ‏ ونادي جامعة كاخاماركا التقنية ‏.

## وصلات خارجية
- ريان سالازار على موقع قاعدة بيانات كرة القدم.إي يو (الإنجليزية)